# PSA Squash Tour Finals 2024/25
Die PSA Squash Tour Finals 2024/25 der Herren fanden vom 23. bis 27. Juni 2025 in Toronto, Kanada, statt. Die 30. Austragung des Saisonabschlussturniers war Teil der PSA Squash Tour 2024/25 und mit 317.500 US-Dollar dotiert. Parallel fand das Saisonabschlussturnier der Damen statt.
Titelverteidiger war Ali Farag, der auch für das Turnier qualifiziert gewesen wäre, aber bereits im Mai 2025 seine Karriere beendete und daher nicht erneut teilnahm. Mit dem an Position vier gesetzten Joel Makin gewann erstmals ein Spieler aus Wales und erstmals seit 2000/01 ein Spieler aus Großbritannien das Turnier. Im Finale profitierte er mit 11:10, 11:7 und 1:0 in Führung liegend von der verletzungsbedingten Aufgabe des Weltranglistenführenden Mostafa Asal, der in seinem fünften Finals-Endspiel in Folge gestanden hatte.

## Qualifikation und Modus
Die Gewinner aller Turniere der Kategorie PSA Squash Tour Diamond der Saison 2024/25 waren direkt qualifiziert. Alle Plätze, die durch mehrfache Titelträger übrig blieben, gingen an den nächsten Spieler in der Punkterangliste. Direkt qualifiziert war außerdem der amtierende Weltmeister, in diesem Jahr Mostafa Asal. Qualifizierte Spieler sind fett markiert.
| #  | Spieler            | Punkte | Turniere | Diamond-Siege |
| -- | ------------------ | ------ | -------- | ------------- |
| 1  | Mostafa Asal       | 25.425 | 13       | 1             |
| 2  | Diego Elías        | 17.502 | 13       | 1             |
| 3  | Paul Coll          | 14.192 | 14       |               |
| 4  | Joel Makin         | 11.464 | 14       |               |
| 5  | Marwan Elshorbagy  | 10.449 | 15       |               |
| 6  | Mohamed Elshorbagy | 9.969  | 15       |               |
| 7  | Karim Abdel Gawad  | 9.507  | 15       |               |
| 8  | Tarek Momen 1      | 8.479  | 14       |               |
| 09 | Youssef Soliman    | 7.577  | 16       |               |
| 10 | Aly Abou Eleinen   | 7.126  | 15       |               |
| 11 | Youssef Ibrahim    | 7.106  | 16       |               |
| 12 | Victor Crouin      | 6.951  | 14       |               |
| 13 | Eain Yow Ng        | 6.847  | 16       |               |
| 14 | Mohamad Zakaria    | 6.004  | 15       |               |
| 15 | Dimitri Steinmann  | 5.815  | 16       |               |
| 16 | Leonel Cárdenas    | 5.750  | 15       |               |

 1 Tarek Momen beendete kurz vor Turnierbeginn seine Karriere.
Die Vorrunde wurde in zwei Gruppen mit je vier Spielern im Best-of-three-Format ausgetragen. Für einen 2:0-Sieg wurden vier Punkte, für einen 2:1-Sieg drei Punkte und für eine 1:2-Niederlage ein Punkt vergeben. Bei Punktgleichheit entschied der direkte Vergleich. Waren drei oder mehr Spieler am Ende punktgleich, zählte das Verhältnis der gewonnenen Einzelpunkte. Die Gruppensieger und -zweiten zogen ins Halbfinale ein, das ebenfalls im Best-of-three-Format gespielt wurde. Das Finale wurde über drei Gewinnsätze ausgetragen.

## Preisgelder und Weltranglistenpunkte
Bei dem Turnier wurden die folgenden Preisgelder und Weltranglistenpunkte für das Erreichen der jeweiligen Runde ausgezahlt bzw. gutgeschrieben. Die Beträge sind nicht kumulativ zu verstehen. Das Gesamtpreisgeld betrug 317.500 US-Dollar.
| Runde          | Preisgeld |
| -------------- | --------- |
| Sieg           | 90.488 $  |
| Finale         | 60.325 $  |
| Halbfinale     | 37.703 $  |
| Gruppendritter | 22.622 $  |
| Gruppenvierter | 15.081 $  |

| Runde                 | Punkte   |
| --------------------- | -------- |
| Sieg                  | + 1000 1 |
| Finale                | + 550    |
| Halbfinale            | + 200    |
| Gruppenphase pro Sieg | + 150    |

 1 Blieb der Gewinner ungeschlagen, erhielt er einen Bonus von zusätzlichen 150 Punkten.

## Finalrunde

### Gruppenphase

#### Gruppe A

##### Tabelle
| Pos. | Setzliste | Spieler           | Spiele | Sätze | EP    | Punkte |
| ---- | --------- | ----------------- | ------ | ----- | ----- | ------ |
| 1    | 1         | Mostafa Asal      | 3:0    | 6:1   | 70:36 | 11     |
| 2    | 4         | Joel Makin        | 2:1    | 4:2   | 54:48 | 8      |
| 3    | 5         | Marwan Elshorbagy | 1:2    | 2:5   | 42:69 | 3      |
| 4    | 8         | Youssef Soliman   | 0:3    | 2:6   | 60:73 | 2      |

##### Ergebnisse
| Spieler           | Spieler           | Ergebnis         |
| ----------------- | ----------------- | ---------------- |
| Joel Makin        | Youssef Soliman   | 11:5, 11:8       |
| Mostafa Asal      | Marwan Elshorbagy | 11:1, 11:3       |
| Marwan Elshorbagy | Youssef Soliman   | 3:11, 11:5, 11:9 |
| Mostafa Asal      | Joel Makin        | 11:6, 11:4       |
| Joel Makin        | Marwan Elshorbagy | 11:9, 11:4       |
| Mostafa Asal      | Youssef Soliman   | 11:5, 4:11, 11:6 |

#### Gruppe B

##### Tabelle
| Pos. | Setzliste | Spieler            | Spiele | Sätze | EP    | Punkte |
| ---- | --------- | ------------------ | ------ | ----- | ----- | ------ |
| 1    | 2         | Diego Elías        | 3:0    | 6:1   | 69:23 | 11     |
| 2    | 7         | Karim Abdel Gawad  | 2:1    | 5:3   | 76:49 | 8      |
| 3    | 3         | Paul Coll          | 1:2    | 2:4   | 22:58 | 4      |
| 4    | 6         | Mohamed Elshorbagy | 0:3    | 1:6   | 38:75 | 1      |

##### Ergebnisse
| Spieler            | Spieler            | Ergebnis          |
| ------------------ | ------------------ | ----------------- |
| Diego Elías        | Karim Abdel Gawad  | 3:11, 11:6, 11:6  |
| Paul Coll          | Mohamed Elshorbagy | 11:10, 11:4       |
| Paul Coll          | Diego Elías        | kampflos          |
| Mohamed Elshorbagy | Karim Abdel Gawad  | 10:11, 11:9, 3:11 |
| Diego Elías        | Mohamed Elshorbagy | kampflos          |
| Paul Coll          | Karim Abdel Gawad  | kampflos          |

### Halbfinale
| Spieler      | Spieler           | Ergebnis          |
| ------------ | ----------------- | ----------------- |
| Mostafa Asal | Karim Abdel Gawad | 11:4, 11:5        |
| Diego Elías  | Joel Makin        | 11:5, 10:12, 2:11 |

### Finale
| Spieler      | Spieler    | Ergebnis                 |
| ------------ | ---------- | ------------------------ |
| Mostafa Asal | Joel Makin | 10:11, 7:11, 0:1 Aufgabe |